# Estonsko na Letních olympijských hrách 1992
Estonsko se účastnilo Letní olympiády 1992 ve španělské Barceloně. Zastupovalo ho 42 sportovců v 10 sportech.

## Medailisté
| Medaile | Jméno                       | Sport      | Soutěž                    |
| ------- | --------------------------- | ---------- | ------------------------- |
| Zlato   | Erika Salumäeová            | Cyklistika | ženy sprint jednotlivkyně |
| Bronz   | Tonu Tõniste Toomas Tõniste | Jachting   | muži třída 470            |